# Nymalthusianism
Nymalthusianism, neomalthusianism (av grek. neos, ny) är ett begrepp vars innebörd skiftat. Medan Malthus fokuserade på matförsörjningen fruktar moderna neo-malthusianer en mer generell befolkningsökningsrelaterad brist på mat, vatten, energi och andra naturresurser, dvs överbefolkning. Det senaste halvseklet har neo-malthusianism väsentligen stått för antaganden om att en envis befolkningsökning leder till tilltagande miljöförstöring, brist på naturresurser, mänskliga umbäranden och förtida död. 
Begreppets äldre användning:
en praktisk rörelse samt en teoretisk lära som förespråkar en inskränkning av familjernas storlek genom användning av preventivmedel, till skillnad från Malthusianismen som talar för sena giftermål och sexuell återhållsamhet och som drevs av Thomas Robert Malthus. 
Nymalthusianismen uppenbarade sig som folksed i Frankrike i slutet av 1800-talet där den tog sig formen av det s.k. tvåbarnssystemet. I början av 1900-talet började denna rörelse att breda ut sig till större delen av västvärlden. Nymalthusianismen spreds som teoretisk lära först i Storbritannien, där "Malthusian league" bildades 1877 på grund av Annie Besants arbete. Senare kom den att predikas av en mängd nationalekonomer och filantroper i alla länder som det bästa medlet för att bekämpa fattigdomen. 
I Sverige förespråkades nymalthusianismen av bland andra Knut Wicksell och Hjalmar Öhrwall, vilka utvecklade nymalthusianismen utifrån socialekonomiska och rashygieniska synpunkter.